# كارلوس كويربو
كارلوس كويربو كاباليرو هو اقتصادي وسياسي إسباني من مواليد 26 سبتمبر 1980، تم تعيينه وزيراً للاقتصاد والتجارة والأعمال في ديسمبر 2023، خلفاً لناديا كالفينو بعد انتخابها رئيسة لبنك الاستثمار الأوروبي، وتولي المنصب في 1 يناير 2024.